# Rio Claro (São Paulo)
Pour les articles homonymes, voir Rio Claro.
Rio Claro est une ville brésilienne de l'État de São Paulo. Sa population était estimée à 190 373 habitants en 2006. La municipalité s'étend sur 498 km2.
Il se trouve à 85 km de l'aéroport international Viracopos de Campinas et à 173 km de la capitale São Paulo. Avec une population de 201 418 habitants, estimée par l'IBGE en 2022, elle occupe une superficie totale de 498 422 km². C'est la 34ème municipalité brésilienne avec le meilleur IDH et la 105ème municipalité avec le meilleur PIB du pays. La commune est composée du chef-lieu, des districts d'Ajapi et Assistência, et des villages de Batovi et Ferraz.

## Maires
| Période | Période | Identité                | Étiquette | Qualité |
| ------- | ------- | ----------------------- | --------- | ------- |
| 2009    | 2016    | Palmínio Altimari Filho | PMDB      |         |

## Religion
Le christianisme est présent dans la ville comme suit:

### Église Catholique
L'église catholique de la commune fait partie du Diocèse de Piracicaba.

### Église Protestante
Les croyances évangéliques les plus diverses sont présentes dans la ville, principalement pentecôtistes, notamment les Assemblées de Dieu brésiliennes (la plus grande église évangélique du pays),, Congrégation Chrétienne au Brésil, entre autres. Ces dénominations se développent de plus en plus dans tout le Brésil.